# Reveille
I Reveille sono stati un gruppo musicale statunitense formatosi nel 1998 a Harvard, Massachusetts. Dopo essersi sciolta nel 2003, la band ha tenuto un ultimo concerto nel 2008, quando la formazione originale si è riunita per una sola serata.

## Formazione

### Ultima
- Drew Simollardes – voce (1998-2003)
- Steve Miloszewski – chitarra (1998-2003)
- Carl Randolph – basso (1998-2003)
- Justin Wilson – batteria (1998-2003)
- Chris Turner – chitarra (2002-2003)

### Ex componenti
- Greg Sullivan – chitarra (1998-2002)

## Discografia

### Album in studio
- 1999 – Laced
- 2001 – Bleed the Sky

### EP
- 1998 – Reveille